# Château des Guillaumets
 (août 2025).
Pour les articles homonymes, voir Guillaumet.
Le château des Guillaumets est un château situé à Beaune-d'Allier, en France.

## Localisation
Le château est situé sur la commune de Beaune-d'Allier, dans le département de l'Allier, en région Auvergne-Rhône-Alpes.

## Description
Le château des Guillaumets est composé d'un corps de logis couvert d’un toit à la Mansart flanqué de deux tours d'angle des XIVe siècle et XVe siècle. On y remarque une belle clé de porte et un fronton de lucarne armorié. L’ensemble des constructions a été largement réaménagé. Il subsiste une ancienne chapelle, de vastes bâtiments d’exploitation et surtout la bergerie.

## Historique
Le château était situé, au carrefour de la vieille voie d'origine antique d'Évaux à Montmarault formant limite entre Auvergne et Bourbonnais, et de la grande voie de Chantelle à Châteaumeillant. Là ont été construits deux châteaux : celui de Sainte Foy, centre primitif d'un terroir rayonnant et circulaire, et qui paraît être un ancien château fort réaménagé. Les Guillaumets furent la résidence de fonctionnaires d'octroi et de gabelous[réf. souhaitée].